# Francisco Coelho Maduro Dias
Francisco Coelho Maduro Dias (Angra do Heroísmo, 12 de febrero de 1904 - Ibídem, 21 de diciembre de 1986), fue un pintor, escultor, diseñador, decorador y poeta portugués. Fue uno de los fundadores del Instituto Histórico da Ilha Terceira, desempeñando un papel relevante en el panorama cultural azoriano de la primera mitad del siglo XX.

## Obras
Entre las mejores y más conocidas obras de Francisco Coelho Maduro Dias se incluyen las siguientes:

### Obras publicadas
- (1921) - Quadras para o Povo. Angra do Heroísmo, Ed. Andrade;
- (1929) - Em Nome de Deus Começo…. Angra do Heroísmo, Tip Andrade;
- (1941) - Dez Sonetilhos de Enlevo. Angra do Heroísmo, Liv. Ed. Andrade;
- (1941) - Sonetos de Esperança e de Sonho. Angra do Heroísmo, Liv. Ed. Andrade;
- (1963) - Vejo Sempre Mar em Roda. Angra do Heroísmo, ed. do autor;
- (1985) - Melodia Íntima e Poemas de Eiramá. Colecção Gaivota n.º 45, Angra do Heroísmo, Secretaria Regional da Educação e Cultura.

### Esculturas
- Monumento a la memoria del historiador Francisco Ferreira Drumond, realizado según el proyecto de Francisco Coelho Maduro Dias, en el Largo do Rocio de la freguesia de São Sebastião en Angra do Heroísmo, 14 de octubre de 1951.[1]